# 7 Billion Humans
7 Billion Humans est un jeu vidéo de puzzle développé par le studio américain Tomorrow Corporation, sorti le 23 août 2018 pour Microsoft Windows, macOS, Linux et Nintendo Switch le 25 octobre 2018. Ce jeu est la suite de Human Resource Machine,.

## Système du jeu
Semblable à Human Resource Machine, le joueur est chargé de résoudre plus de 60 puzzles de programmation, impliquant généralement le mouvement de cubes de données numériques par des travailleurs humains. Par exemple, une tâche peut demander au joueur de programmer les humains pour trier les nombres sur les cubes de données dans l'ordre. Le langage de programmation est similaire au langage assembleur, permettant des boucles, une logique, un stockage de mémoire et des calculs simples.
Le même programme est utilisé pour contrôler tous les humains simultanément, tout en permettant à chaque individu de suivre sa logique individuelle en fonction de son état actuel, comme se déplacer vers la gauche ou la droite en comparant la valeur du cube de données qu'ils détiennent. Les humains exécuteront le programme jusqu'à ce que la solution du programme soit atteinte, ou que tous les humains atteignent la fin du programme et que la solution du problème ne soit pas résolue, auquel cas le joueur doit retravailler son programme. Le joueur est en mesure de parcourir le programme et de sélectionner n'importe quel individu pour suivre sa progression dans le programme à des fins de débogage.
Une fois qu'un joueur a trouvé une solution pour un problème donné, le jeu simulera alors 25 cas supplémentaires où des facteurs aléatoires (tels que les valeurs des cubes de données) changent, ce qui pourrait entraîner l'échec d'un programme et obliger le joueur à en tenir compte. Sinon, le joueur est ensuite classé en fonction du nombre d'étapes de programme dont il dispose et du nombre de secondes (cycles) nécessaires pour terminer le programme, mesuré par rapport aux notes moyennes déterminées par Tomorrow Corporation. La plupart des niveaux offrent deux défis facultatifs, pour battre les étapes moyennes avec l'optimisation de leur programme; il s'agit parfois d'objectifs incompatibles qui ne peuvent pas être réalisés dans le même programme. D'autres puzzles sont entièrement facultatifs, nécessitant des techniques plus avancées pour les résoudre,,,.

## Accueil
Destructoid a affirmé que "c'est du travail... mais du travail agréable".